# Charles Baudin

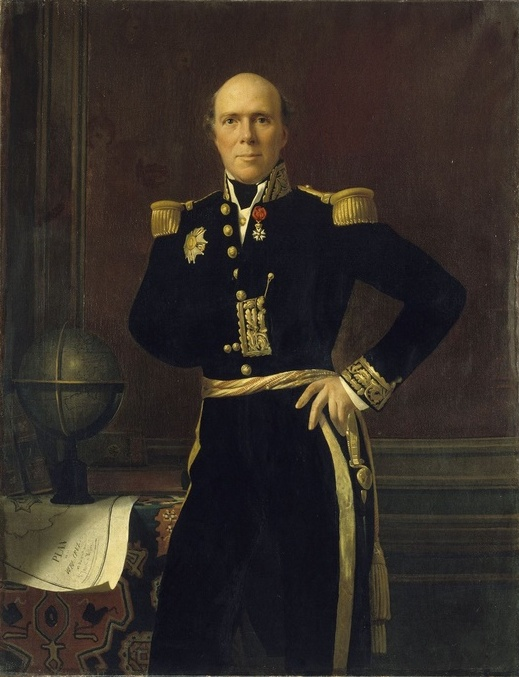
Charles Baudin

Charles Baudin (21 de julho de 1784 - 7 de junho de 1854), foi um almirante francês, cujo serviço naval se estendeu desde o Primeiro Império até os primeiros dias do Segundo Império.

## Biografia
A partir de 1800, Baudin serviu como aspirante no Géographe e participou de sua expedição à Austrália.
Baudin perdeu um braço em 1808 enquanto servia no Oceano Índico em Sémillante, durante sua batalha contra o HMS Terpsichore. Em 1812, como tenente e comandante do brigue Renard ao largo de Génova, recebeu a ordem de transportar 14 navios de carga carregados de munições para Toulon. Embora tenha sido perseguido por cruzadores ingleses, ele conseguiu levar seu esquadrão com segurança para St. Tropez, enfrentando o HMS Swallow em 11 de junho. Em Toulon foi promovido a capitão. Após a batalha de Waterloo, ele estava preparado para liderar seu derrotado imperador Napoleão I pelo meio dos cruzadores ingleses; Napoleão, no entanto, não conseguiu se decidir a tempo.
Após a Restauração, Baudin foi forçado a se aposentar e, em 1816, ingressou na marinha mercante. Sob a monarquia de julho, no entanto, ele retornou ao serviço militar. Em 1838, tornou-se contra-almirante e comandante-em-chefe da esquadra enviada ao México durante a chamada "Guerra dos Pastéis". Neste conflito comandou as forças francesas na Batalha de Veracruz em 27 de novembro de 1838, contra o forte de Vera Cruz, San Juan de Ulúa. O forte se entregou no dia seguinte.
Em janeiro de 1839, Baudin foi nomeado vice-almirante e no ano seguinte foi encarregado de uma missão militar e diplomática em Buenos Aires. Ele também recebeu o comando da frota em águas sul-americanas. Em 1841, ele assumiu o Ministério da Marinha, mas rapidamente renunciou e tornou-se prefeito marítimo em Toulon.
Em 1848, após a Revolução de Fevereiro, tornou-se comandante-em-chefe da Frota Mediterrânea da França. Nesta posição, ele participou da Batalha de Lazzaroni e das tropas contra Nápoles, e depois se mudou para a Sicília, onde foi derrotado pelas forças de Carlo Filangieri.
Em 1849, Baudin voltou com sua família para Ischia, onde morreu em 7 de junho de 1854. Pouco antes, ele havia sido nomeado almirante pleno.